# Ferdinánd (film)
A Ferdinánd (eredeti cím: Ferdinand) 2017-ben bemutatott amerikai  3D-s számítógépes animációs film, amelynek a rendezője Carlos Saldanha, a producerei John Davis, Lisa Marie Stetler, Lori Forte és Bruce Anderson, az írói Robert L. Baird, Tim Federle, Brad Copeland, Ron Burch, David Kidd és Don Rhymer, a zeneszerzője John Powell. A mozifilm a Blue Sky Studios, a 20th Century Fox Animation és a Davis Entertainment gyártásában készült, a 20th Century Fox forgalmazásában jelent meg. Műfaját tekintve filmvígjáték.
Amerikában 2017. december 10-én mutatták be, Magyarországon 2017. december 21-én.

## Cselekmény
Ferdinánd, a bika békésen növöget egy tanyán társaival együtt. A fiatal bikák szeretnének felnőtt korukra eljutni az arénába, ahol ha egyikük legyőzi a matadort, örök boldogság lesz a jutalom. Ferdinánd apját kiválasztják és elszállítják a bikaviadalra. Fia megszökik és egy vonattal messzire kerül a tanyától. Egy család fogadja örökbe egy békés tanyán, ahol álom életet él és lassan hatalmas bikává cseperedik. Szeretne eljutni a közeli fesztiválra, ám óvatosságból gazdái otthon hagyják, amikor elmennek a városba virágot árusítani. Ferdinánd azonban utánuk megy, és amikor egy darázs véletlen megcsípi, megvadul és vad ámokfutásba kezd, így a rendőrség elfogja. Visszaviszik a másik tanyára, ahonnan korábban megszökött, ahol ismét találkozik fiatalkori társaival. Már mindenki a közeledő bikaviadalra készül. Egy híres matador, El Primero ki is választja az utolsó fellépésére a legjobb bikát, Ferdinándot.
Ferdinánd rájön, hogy itt a bikákat előbb-utóbb megölik (vagy a bikaviadalon, vagy a vágóhídon), így elhatározza, hogy megszökik, és a többi bikát is magával viszi kisebb-nagyobb nehézség árán. Három sün mindenben a segítségükre siet, de a tanyán három beképzelt osztrák lipicai ló is él, akik igyekeznek a szökést megakadályozni. Összefogással sikerül túljárni az eszükön és az állatszállító kamionnal Madridba szöknek, majd busszal a Madrid Atocha pályaudvarra mennek. A többségnek sikerül üldözői elől elmenekülnie egy tehervonattal, de Ferdinándot elfogják, így mégis meg kell küzdenie a madridi arénában a matadorral. Ferdinánd nem akar harcolni, de védekeznie muszáj. A párviadalon a harc során felcserélődnek a szerepek: a bikából lesz a matador, a matadorból pedig az egyre dühösebb és vadabb "bika". Végül a matador a közönség unszolására megkegyelmez neki. Időközben minden szereplő megérkezik az arénához így a párbaj után együtt utaznak vissza a békés és barátságos haciendára.

## Szereplők
| Szereplő | Eredeti hang           | Magyar hang        |
| --- | ---------------------- | ------------------ |
| Ferdinánd | John Cena              | Szatory Dávid      |
| Lupe | Kate McKinnon          | Kéri Kitty         |
| Valiente | Bobby Cannavale        | Debreczeny Csaba   |
| Angus | David Tennant          | Nagypál Gábor      |
| Csontos | Anthony Anderson       | Jéger Zsombor      |
| Egyes | Gina Rodriguez         | Lovas Emilia       |
| Kettes | Daveed Diggs           | Takátsy Péter      |
| Négyes | Gabriel Iglesias       | Csőre Gábor        |
| Nina | Lily Day               | Stern Hanna        |
| Guapo | Peyton Manning         | Nagy Dániel Viktor |
| Juan | Juanes                 | Simon Kornél       |
| Hans | Flula Borg             | Miller Zoltán      |
| Greta | Sally Phillips         | Haumann Petra      |
| Klaus | Boris Kodjoe           | Schmied Zoltán     |
| El Primero | Miguel Ángel Silvestre | Fekete Ernő        |
| Moreno | Raúl Esparza           | Rátóti Zoltán      |
| Ferdinánd fiatalon | Colin H. Murphy        | Gergely Attila     |
| Valiente fiatalon | Jack Gore              | Straub Martin      |
| Guapo fiatalon | Jet Jurgensmeyer       | Sándor Barnabás    |
| Csontos fiatalon | Nile Diaz              | Vida Bálint        |
| Ferdinánd apja | Jeremy Sisto           | Kálid Artúr        |
| Valiente apja | Bobby Cannavale        | Schneider Zoltán   |
| Paco | Jerrod Carmichael      | Rába Roland        |
| További magyar hangok: |                        |                    |
| Bartók László, Bordás János, Czirják Csilla, Fehérváry Márton, Hám Bertalan, Hegedüs Miklós, Hirling Judit, Kapácsy Miklós, Kassai Ilona, Laurinyecz Réka, Mezei Kitty, Papucsek Vilmos, Seder Gábor, Szatmári Attila |                        |                    |